# Amaladera espagnoli
Amaladera espagnoli är en skalbaggsart som beskrevs av Baraud 1964. Amaladera espagnoli ingår i släktet Amaladera och familjen Melolonthidae. Inga underarter finns listade i Catalogue of Life.